# Principat de Govindgarh
Govindgarh és un estat tributari protegit, un istimrari feudatari de Jodhpur, format per dos pobles al districte d'Ajmer. La dinastia fou iniciada per un fill de Raja Udai Singh de Jodhpur de nom Thakur Bhagwan Das al que va succeir el seu fill Govind Das, que va donar nom a la fortalesa de Govindgarh, la capital de l'estat.

## Llista de thakurs
- Thakur Bhagwan Das
- Thakur Govind Das (fill)
- Thakur Jaswant Singh (fill)
- Thakur Lal Singh (fill)
- Thakur Jet Singh (fill)
- Thakur Hari Singh (fill)
- Thakur Samrath Singh (fill)
- Thakur Ajit Singh (fill)
- Thakur Sheonath Singh (cosí i fill adoptiu)
- Thakur Lakshman Singh (fill)
- Thakur Raghunath Singh ?-1891 (fill)
- Thakur Shankar Lal Singh 1891-? (germà i fill adoptiu)